# Backa, Östervåla
Backa är en by i Östervåla socken, Heby kommun.
Backa omtalas i dokument första gången 1541, och var under 1500-talet 1 mantal skalle om 3 öresland. Namnet Backa kommer från den höjd där byn är belägen.
Bland bebyggelser på ägorna märks Jan-Jans och Lars-Ols, platserna för två nu försvunna gårdar i byn, samt Österbo eller Österbolund, platsen för ett antal nu försvunna torp, på laga skifteskartan 1875 fanns två torp på platsen.